# Sádek, Příbram
Sádek là một làng thuộc huyện Příbram, vùng Středočeský, Cộng hòa Séc.